# 格朗维拉尔
格朗维拉尔（法語：Grandvillars，法語發音：[ɡʁɑ̃vilaʁ]）是法国勃艮第-弗朗什-孔泰大区贝尔福地区省的一个市镇，位于该省中南部，属于贝尔福区。

## 地理
格朗维拉尔（47°32'20"N, 6°58'23"E）面积15.17 平方千米，位于法国勃艮第-弗朗什-孔泰大區贝尔福地区省，该省份为法国东北部内陆省份，东临上莱茵省，北起孚日省，西接上索恩省，南与杜省和瑞士接壤。
与格朗维拉尔接壤的市镇（或旧市镇、城区）包括：格罗讷、巴德韦勒、博龙、费什莱格利斯、弗鲁瓦德方丹、容什雷、梅济雷、莫维拉尔、蒂扬库尔。

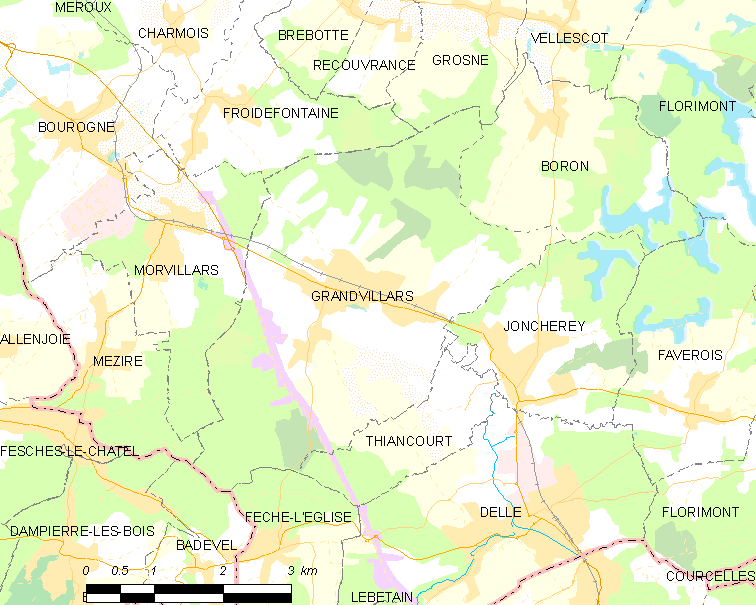
格朗维拉尔的OSM定位图

格朗维拉尔的时区为UTC+01:00、UTC+02:00（夏令时）。

## 行政
格朗维拉尔的邮政编码为90600，INSEE市镇编码为90053。

## 政治
格朗维拉尔所属的省级选区为格朗维拉尔县。

## 人口

1962-2008年间格朗维拉尔人口变化图示

格朗维拉尔于2022年1月1日时的人口数量为2963人。